# Кожевников (Оренбургская область)
 Кожевников  — хутор в Октябрьском районе Оренбургской области. Входит в состав Краснооктябрьского сельсовета.

## География
Находится на расстоянии примерно 7 километров по прямой на юг от села Октябрьского, административного центра района.

## Население
Население составляло 11 человек в 2002 году (казахи 73%, таджики 27%), 4 по переписи 2010 года.